# Prêmio Engenheiro Roberto Mange
O Prêmio Engenheiro Roberto Mange é uma menção honrosa prestada ao aluno com melhor desempenho acadêmico (Pontuação e Presença) no período dos cursos do SENAI, cada unidade premia no dia da formatura um aluno dos cursos profissionalizantes e um aluno dos cursos técnicos.